# Sky Regional Airlines
Sky Regional Airlines war eine kanadische Fluggesellschaft mit Sitz in Mississauga.

## Geschichte
Von 2010 bis 2012 beschaffte Sky Regional Airlines insgesamt sechs De Havilland DHC-8-400, die sie seit Mai 2011 für Air Canada für Regionalflüge mit bis zu 30 täglichen Verbindungen zwischen Toronto-City und Montréal-Trudeau einsetzt.
Zwischen März und August 2013 kamen total 15 Embraer 175 von Air Canada, welche sie seitdem für Air Canada auf der Strecke ab Toronto-Pearson und Montreal in den Nordosten der Vereinigten Staaten einsetzt, so zum Beispiel nach New York-LaGuardia. Im Jahr 2016 wurden weitere fünf E175 beschafft und das Streckennetz auf weitere Flugziele in den USA und in Saskatchewan erweitert.
Sky Regional Airlines hat am 31. März 2021, nach Verlust ihres Air Canada-Geschäftes, ihre kommerziellen Tätigkeiten eingestellt. (Air Canada bündelt ihre Regionalflüge bei Jazz Aviation).

## Flugziele
Sie führt für  seit Mai 2011 Regional- und Kurzstreckenflüge im Namen der Air Canada durch.

## Flotte

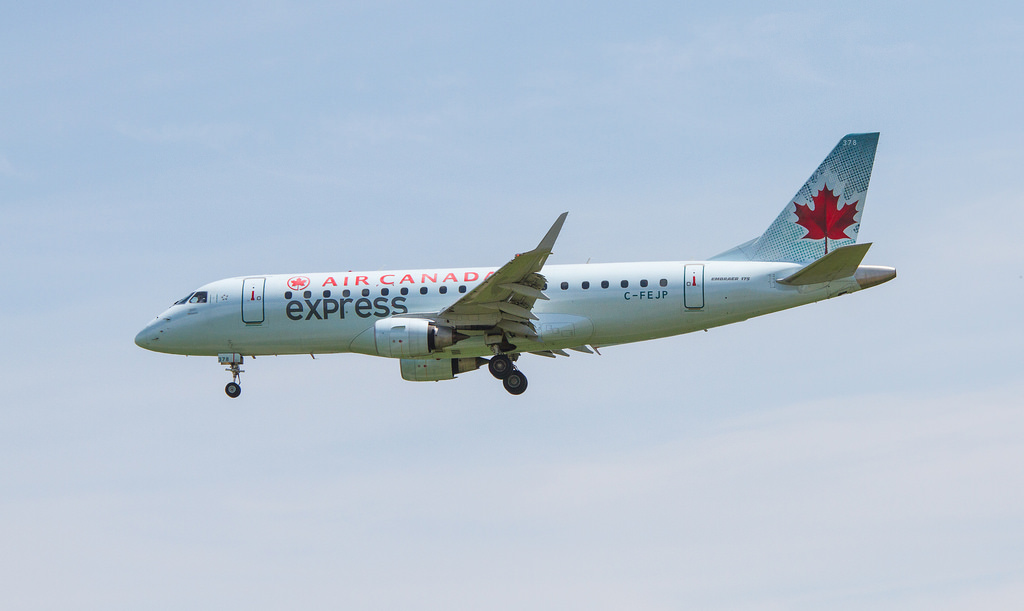
Embraer 175 der Sky Regional Airlines in Air-Canada-Express-Lackierung

Mit Stand März 2020 bestand die Flotte der Sky Regional Airlines aus 25 Flugzeugen mit einem Durchschnittsalter von 13,6 Jahren:
| Flugzeugtyp | Anzahl | bestellt | Anmerkungen                      | Sitzplätze |
| ----------- | ------ | -------- | -------------------------------- | ---------- |
| Embraer 175 | 25     |          | betrieben für Air Canada Express |            |
| Gesamt      | 25     | -        |                                  |            |

In der Vergangenheit wurden auch Flugzeuge des Typs De Havilland DHC-8-400 betrieben.